# Catena dell'Alaska

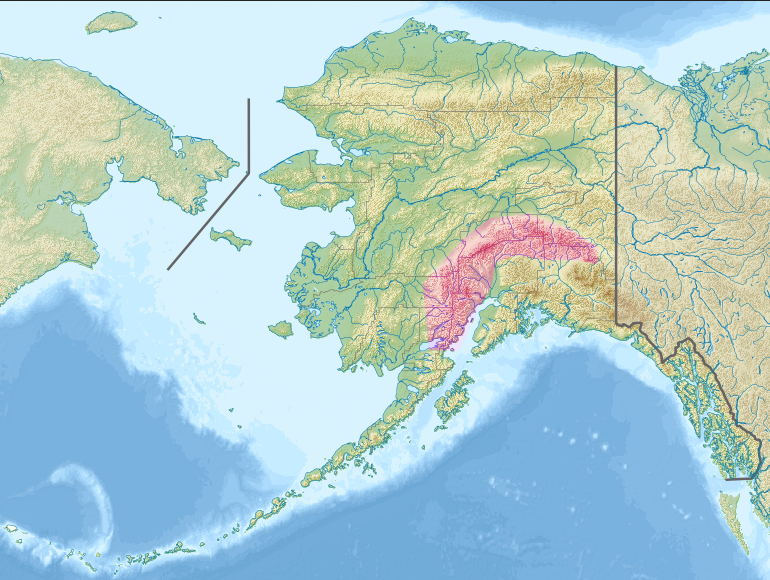
Alaska Range

La Catena dell'Alaska (Alaska Range) è una catena montuosa situata nella regione centro-meridionale dello Stato americano dell'Alaska. In questo gruppo montuoso è presente la montagna più alta del Nord America, il Monte McKinley (63°04′10″N 151°00′21″W).

## Etimologia
Il nome "Alaskan Range" sembra essere stato applicato per la prima volta a queste montagne nel 1869 dal naturalista W.H. Dall. Il nome divenne poi "Alaska Range" nell'uso locale. Altri nomi assegnati al gruppo montuoso: nel 1849 Constantin Grewingk applicò il nome "Tschigmit"; mentre una mappa fatta dall'Ufficio degli Stati Uniti del Land, nel 1869, chiama la parte sud-occidentale delle montagne dell'Alaska Range con il nome di "Chigmit Mountains"; infine nel 1906 un'altra pubblicazione chiama "Beaver Mountains" la parte nord-orientale del gruppo.

## Descrizione
La Catena dell'Alaska è una catena montuosa relativamente ristretta (150 km nel punto più largo), ma lunga più o meno 1.000 km che si estende dal Lago Clark (Clark Lake - 60°14′39″N 154°17′07″W) ad ovest fino al fiume White (White River - 63°10′00″N 139°32′00″W) in Canada ad est.
Il gruppo montuoso ha una forma ad arco con due bracci che scendono rispettivamente verso sud-ovest in direzione della penisola delle Aleutine, e verso sud-est in direzione della Catena Costiera del Pacifico. Le montagne agiscono come un'alta barriera al flusso di aria umida dal Golfo dell'Alaska (e dal Pacifico) verso l'interno dell'Alaska (più a nord) dove sono possibili alcuni dei climi più rigidi del mondo. Le pesanti nevicate contribuiscono alla presenza di una serie di grandi ghiacciai. 
La catena è parte del Cintura di fuoco del Pacifico e la faglia che corre lungo il bordo meridionale della gamma è responsabile di una serie di terremoti. Tuttavia non sono presenti vulcani. La catena si sta ancora alzando sotto la spinta della "placca del pacifico". Questa placca che forma il fondo dell'Oceano Pacifico si sta lentamente spostando verso Nord e inabissandosi (fenomeno di subduzione) sotto il continente americano (in questo caso l'Alaska) corruga la superficie terrestre innalzando continuamente l'Alaska Range.

### Sezioni della catena
L'Alaska Range può essere approssimativamente divisa in tre sezioni: Alaska Range Occidentale (Eastern Alaska Range), Alaska Range Centrale (Central Alaska Range) e Alaska Range Meridionale (Southern Alaska Range).
- Alaska Range Meridionale. Questa sezione inizia ad est dove finiscono i Monti Wrangell e il fiume White (63°10′00″N 139°32′00″W) segna il limite più orientale della catena; a occidente è delimitata dal passo Broad (Broad Pass) (63°19′22″N 149°10′10″W) lungo l'autostrada George Parks (George Parks Highway). È la sezione più grande con oltre 500 km di estensione. In questo gruppo i sottosistemi montuosi sono numerosi; quelli principali nell'ordine da est a ovest sono: Montagne Nutzotin (Nutzotin Mountains), Montagne Mentasta (Mentasta Mountains), Montagne Delta (Delta Mountains), Catena di Hayes  (Hayes Range) e i Monti Clearwater (Amphitheater Clearwater).[4]  La catena montuosa orientale dell'Alaska ospita alcune delle montagne più aspre dell'Alaska, tra cui il Monte Deborah, e il fiume Delta (Delta River) che divide a metà la sezione orientale dell'Alaska Range e nasce nella zona dei Laghi Tangle (Tangle Lakes) interessanti da un punto d vista archeologico in quanto sono stati trovati resti degli indigeni di 10.000 anni fa.[5][6]

- Alaska Range Centrale. La catena montuosa centrale dell'Alaska ospita la montagna più alta del Nord America: il monte Monte McKinley. Gruppi montuosi minori in questa sezione sono: il gruppo principale ossia il Massiccio del Denali, e i Monti Ramparts, i Monti Tokosha (Tokosha Mountains ) e i Monti Kichatna (Kichatna Mountains). Qui si trovano anche il parco più importante dell'Alaska: Parco nazionale di Denali (Denali National Park and Preserve).[4]

- Alaska Range Occidentale. La divisione tra la parte centrale e quella occidentale è meno precisa. In tutti i casi questa sezione termina probabilmente in una zona intermedia tra il lago Chakachamna (Chakachamna Lake - 61°12′36″N 152°33′25″W)  e il lago Clark (Clark Lake - 60°14′39″N 154°17′07″W) dove inizia la Catena delle Aleutine. In questa sezione sono presenti i seguenti sottogruppi montuosi: i Monti Teocalli (Teocalli Mountains), i Monti Revelation (Revelation Mountains), i Monti Hidden (Hidden Mountains) e i Monti Neacola (Neacola Mountains); mentre i Monti Tordrillo (Tordrillo Mountains), i Monti Terra Cotta (Terra Cotta Mountain) e i Monti Chigmit (Chigmit Mountains) fanno già parte delle Aleutine.[4] In tutti i casi il lago Lliamna (Lliamna Lake - 59°29′16″N 155°26′35″W) divide decisamente questi due gruppi montuosi (l'Alaska Range dalle Aleutine).[1]

### Maggiori vette
Nell'Alaska Range, la terza catena più alta del mondo, ci sono 278 montagne nominate, alcune delle quali sono elencate qui sotto:
- Alaska Range Centrale
  - Monte McKinley (6.194 m) 64°04′09″N 151°00′21″W
  - Monte Foraker (5.304 m) 62°57′39″N 151°23′53″W
  - Monte Hunter (4.442 m) 62°57′03″N 151°05′22″W
  - Monte Kahiltna Peaks (4.062 m) 63°01′43″N 151°05′00″W
  - Monte Silverthrone (4.029 m) 63°06′58″N 150°40′28″W
  - Monte Crosson (3.883 m) 63°00′30″N 151°16′21″W
  - Monte Carpe (3.826 m) 63°09′08″N 150°51′39″W
  - Monte Huntington (3.730 m) 62°58′04″N 150°53′47″W
  - Monte Russell (3.557 m)  62°47′56″N 151°52′55″W

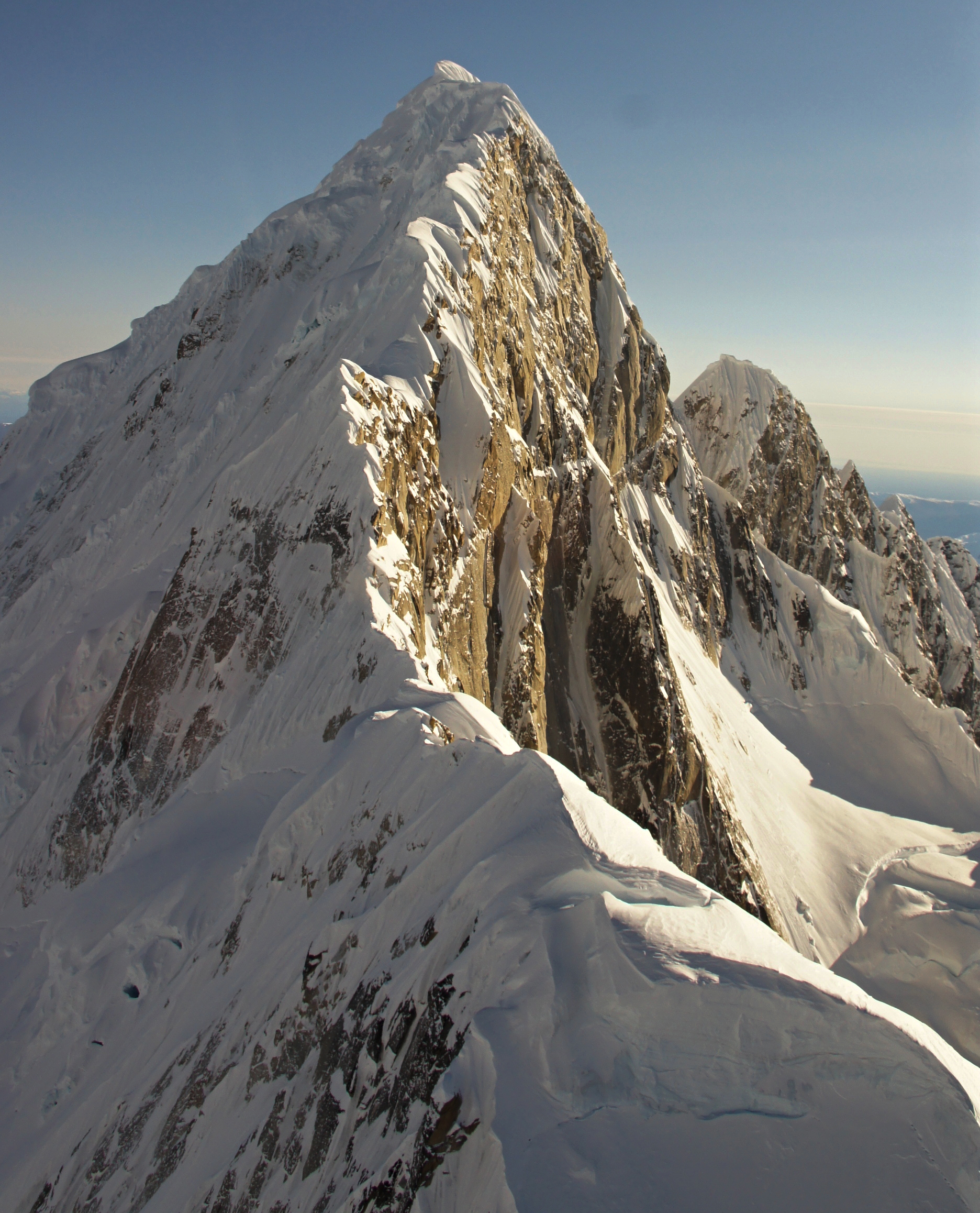
Monte Huntington
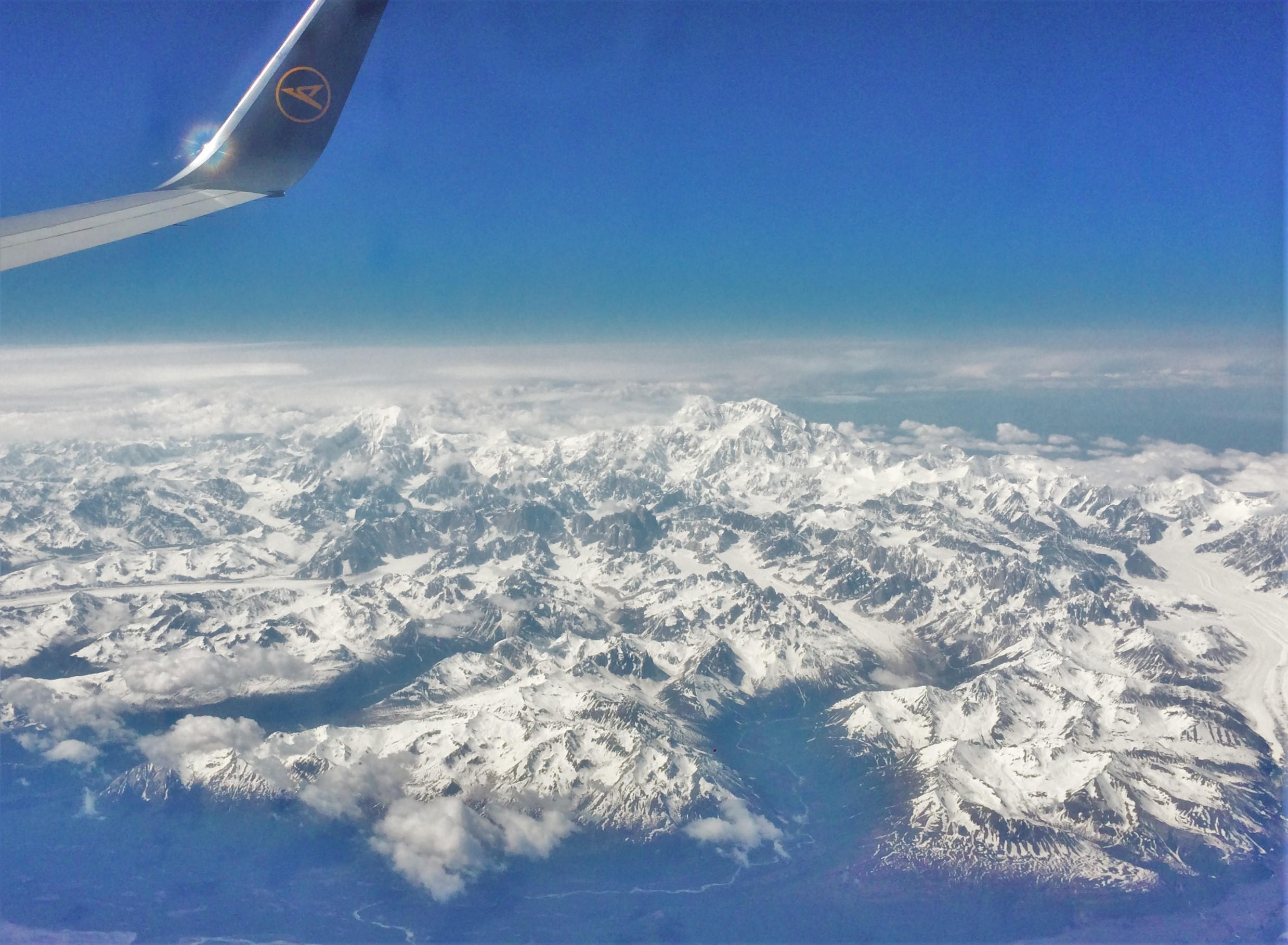
Monte McKinley (a destra) e monte Foraker (a sinistra)
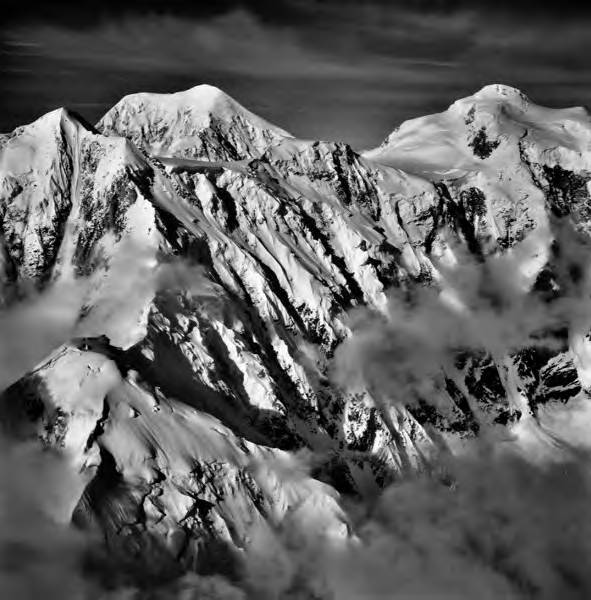
Monte Foraker
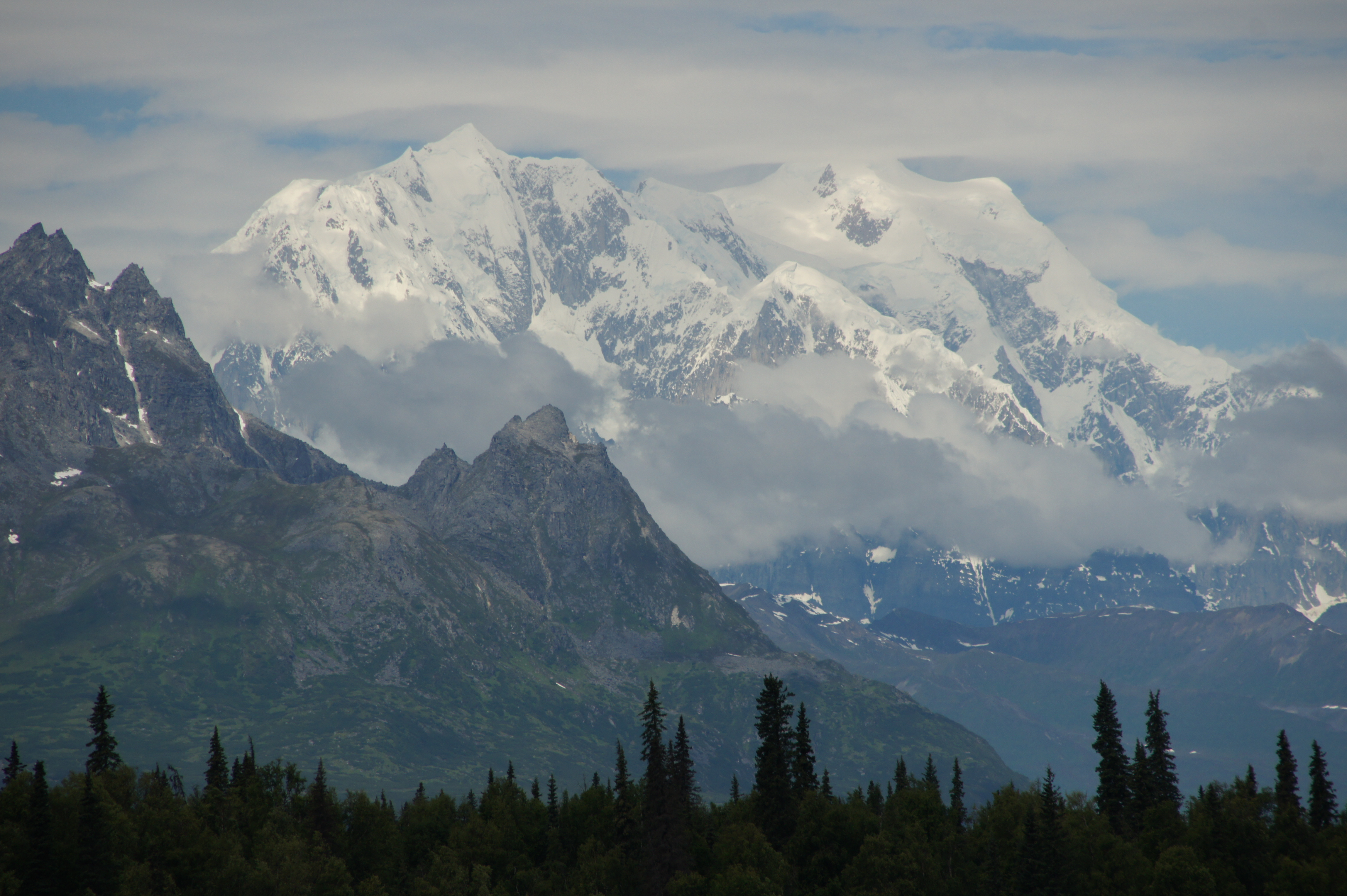
Monte Hunter

- Alaska Range Meridionale
  - Monte Hayes (4.216 m) 63°37′12″N 146°42′58″W
  - Monte Moffit (3.969 m) 63°34′07″N 146°23′47″W
  - Monte Shand (3.859 m) 63°32′38″N 146°26′51″W
  - Monte Deborah (3.761 m) 63°38′15″N 147°14′14″W
  - Monte Hess (3.639 m) 63°38′20″N 147°08′48″W
  - Monte Kimball (3.139 m) 63°14′20″N 144°38′30″W

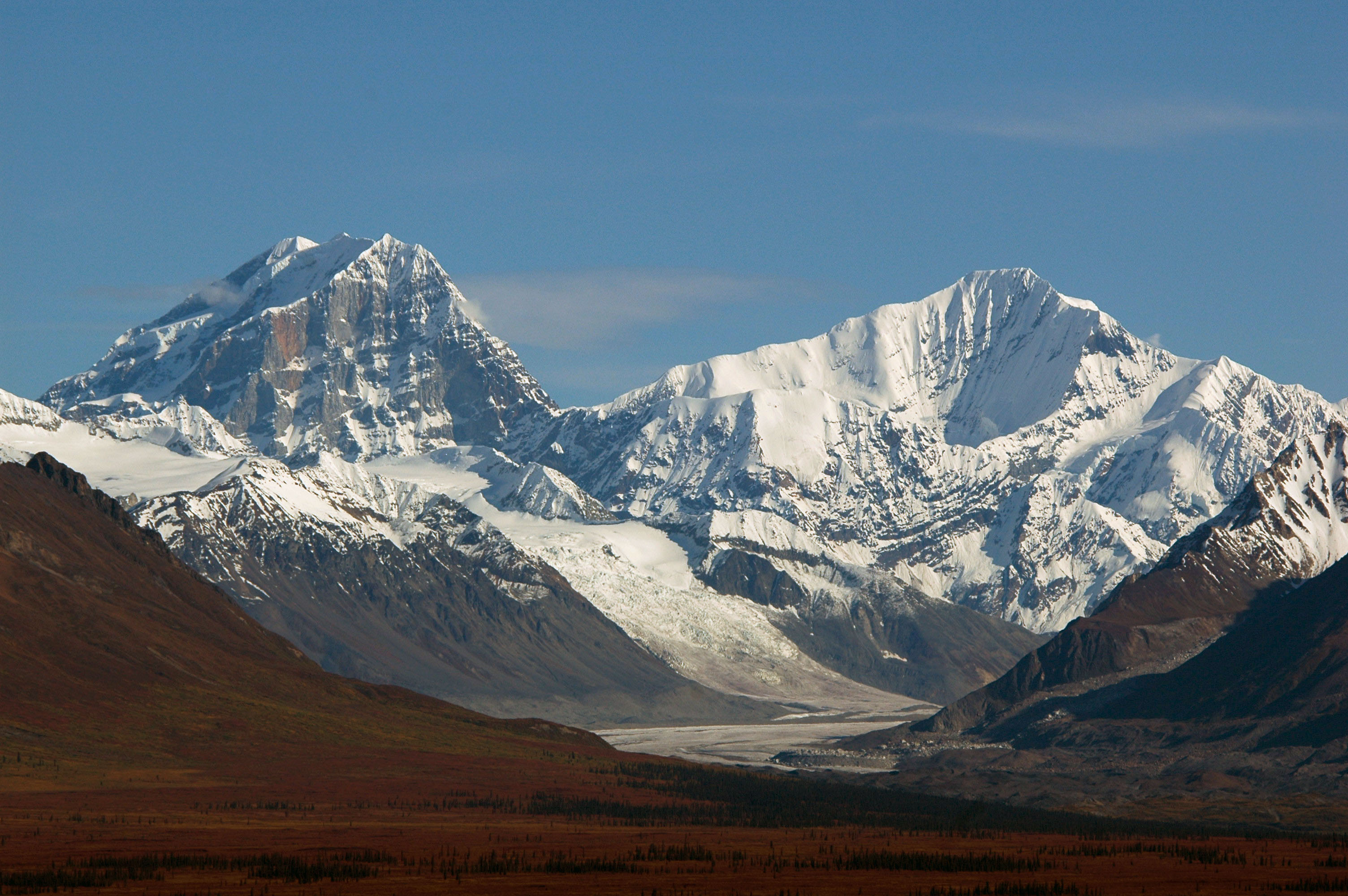
Monte Deborah e Hess
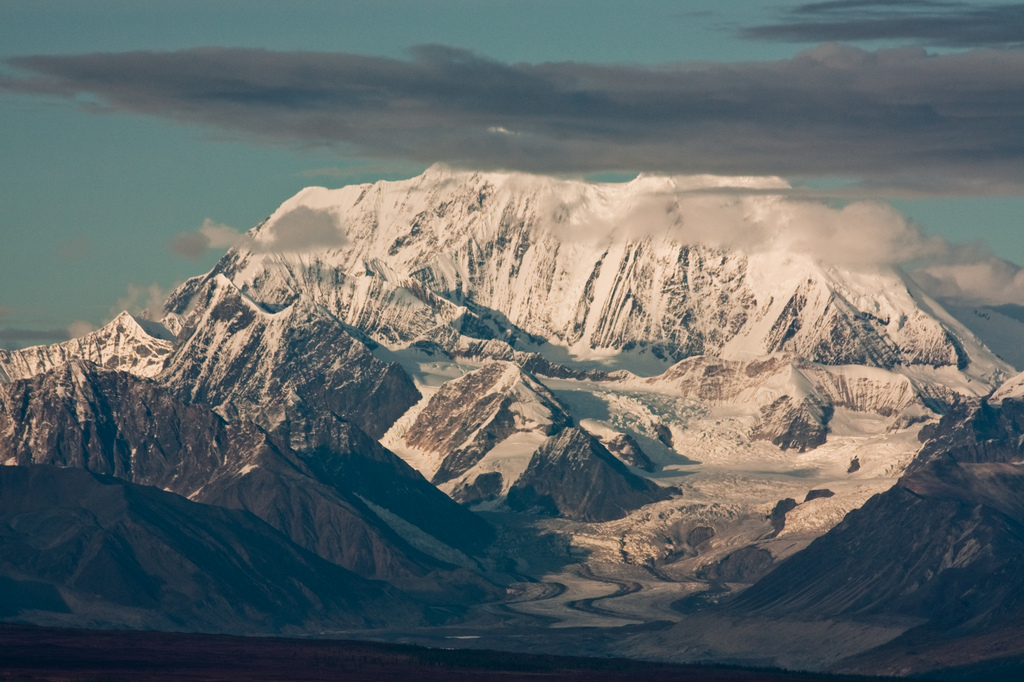
Monte Hayes

- Alaska Range Occidentale
  - Monte Torbert (3.473 m) 61°24′31″N 152°24′47″W
  - Monte Gerdine (3.310) 61°34′41″N 152°26′25″W
  - Monte Nagishlamina (3.283) 60°23′02″N 152°23′05″W
  - Vulcano Redoubt (3.180 m) 60°29′07″N 152°44′35″W
  - Vulcano Lliamna (3.053 m) 60°01′57″N 153°05′17″W

### Maggiori ghiacciai
La maggior parte dei ghiacciai dell'Alaska sono ghiacciai marini lungo le coste del Pacifico. I ghiacciai dell'Alaska Range sono tutti terrestri (o al massimo terminano in un lago). L'elenco seguente indica alcuni di questi ghiacciai.
| Nome del ghiacciaio  | Dove nasce                              | Quota alle coordinate indicate (m s.l.m.) | Coordinate             |
| -------------------- | --------------------------------------- | ----------------------------------------- | ---------------------- |
| Canwell Glacier      | Delta Mountains (Sezione Meridionale)   | 1.407                                     | 63°19′13″N 145°26′54″W |
| Gulkana Glacier      | Delta Mountains (Sezione Meridionale)   | 1.002                                     | 63°25′00″N 145°37′40″W |
| Black Rapids Glacier | Hayes Range (Sezione Meridionale)       | 1.944                                     | 63°25′23″N 146°29′14″W |
| Sustina Glacier      | Hayes Range (Sezione Meridionale)       | 950                                       | 63°29′27″N 147°02′40″W |
| Yanert Glacier       | Hayes Range (Sezione Meridionale)       | 1.150                                     | 63°36′07″N 147°42′49″W |
| Muldrow Glacier      | Denali Massif (Sezione Centrale)        | 3.118                                     | 63°07′03″N 150°39′16″W |
| Eldridge Glacier     | Denali Massif (Sezione Centrale)        | 802                                       | 63°01′16″N 150°06′30″W |
| Ruth Glacier         | Denali Massif (Sezione Centrale)        | 1.239                                     | 62°54′52″N 150°41′04″W |
| Kahiltna Glacier     | Denali Massif (Sezione Centrale)        | 1.523                                     | 62°50′02″N 151°13′39″W |
| Capps Glacier        | Neacola Mountains (Sezione Occidentale) | 489                                       | 61°19′37″N 151°54′20″W |
| Blockade Glacier     | Chigmit Mountains (Sezione Occidentale) | 447                                       | 61°00′43″N 152°17′18″W |

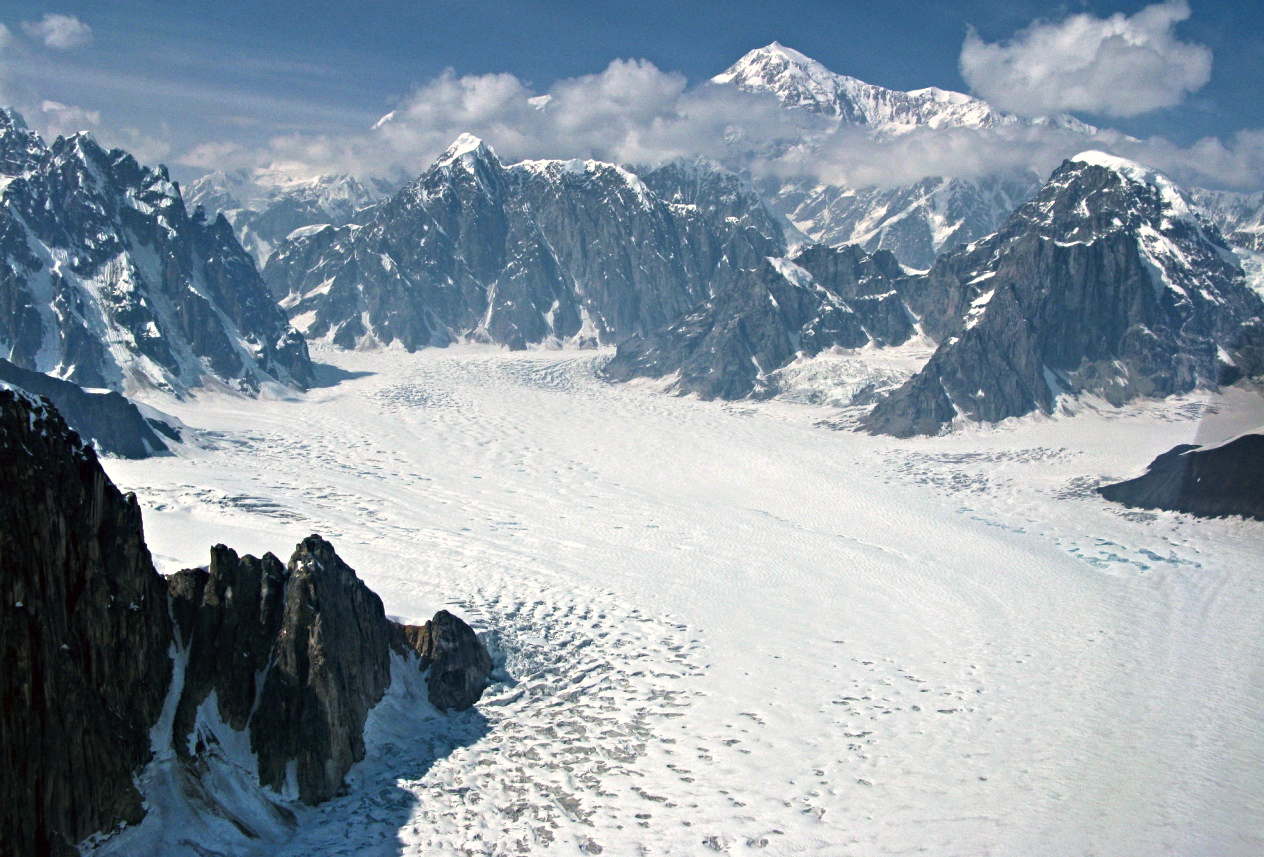
Ghiacciaio Ruth
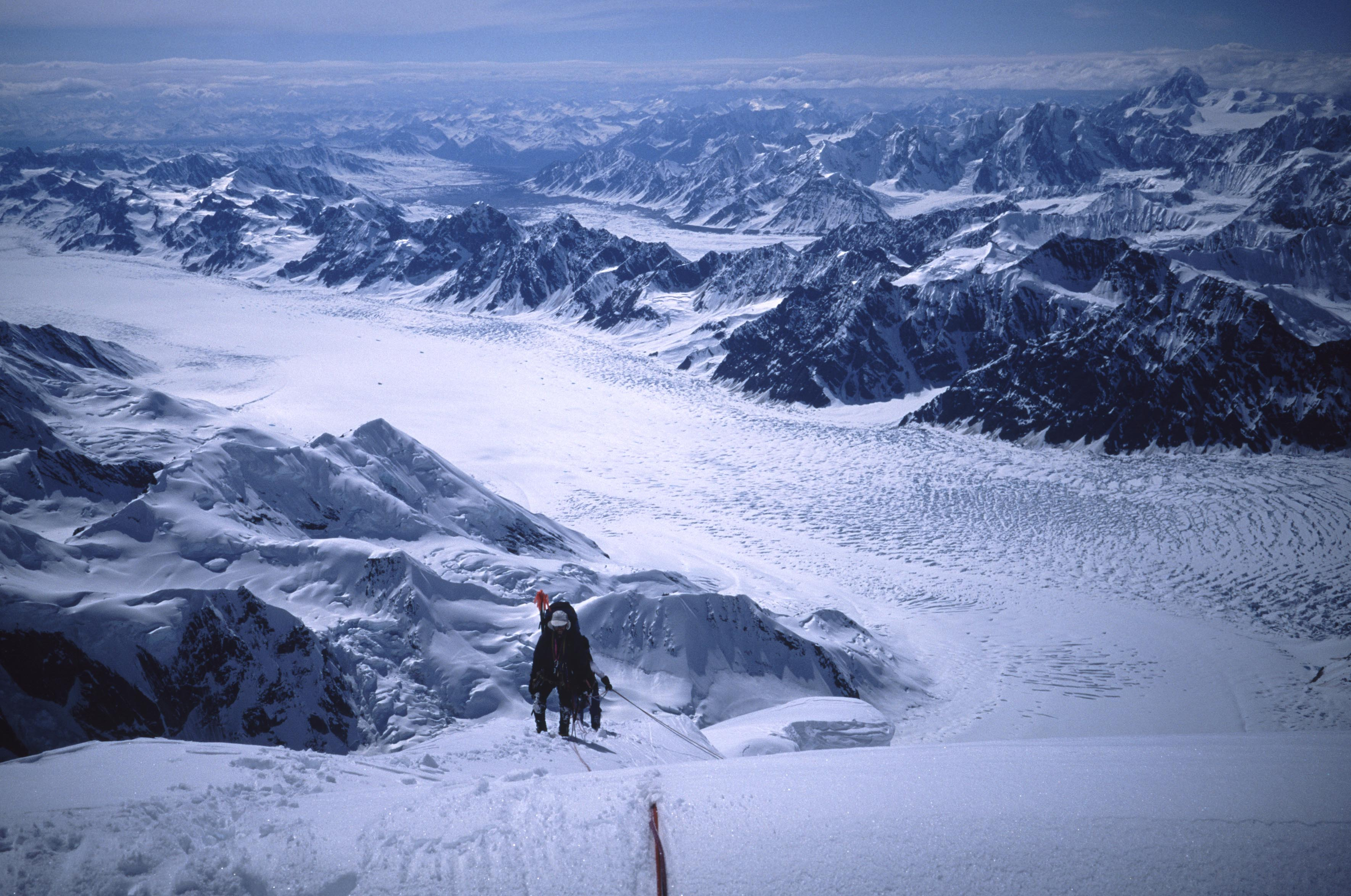
Ghiacciaio Kahiltna
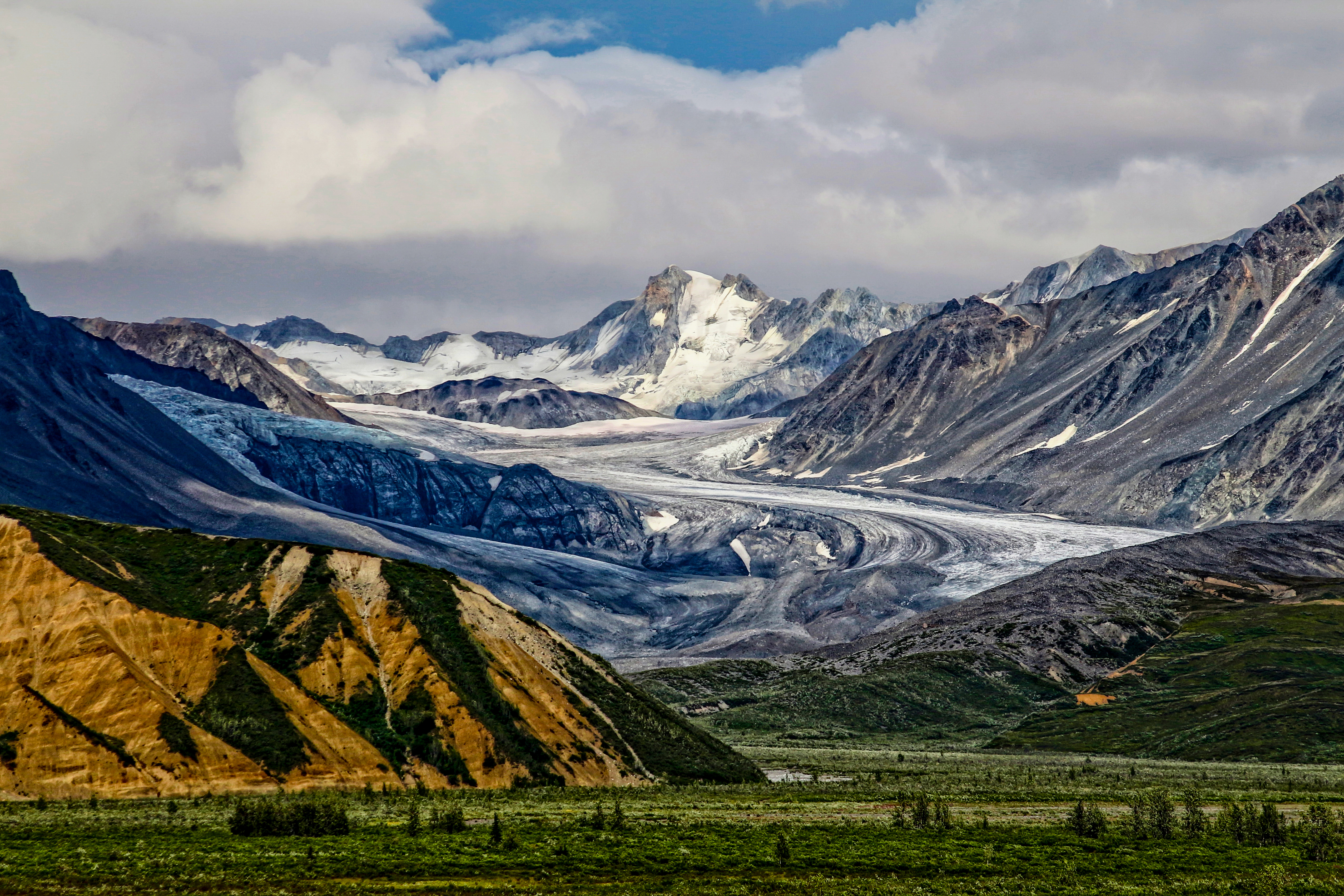
Ghiacciaio Gulkana
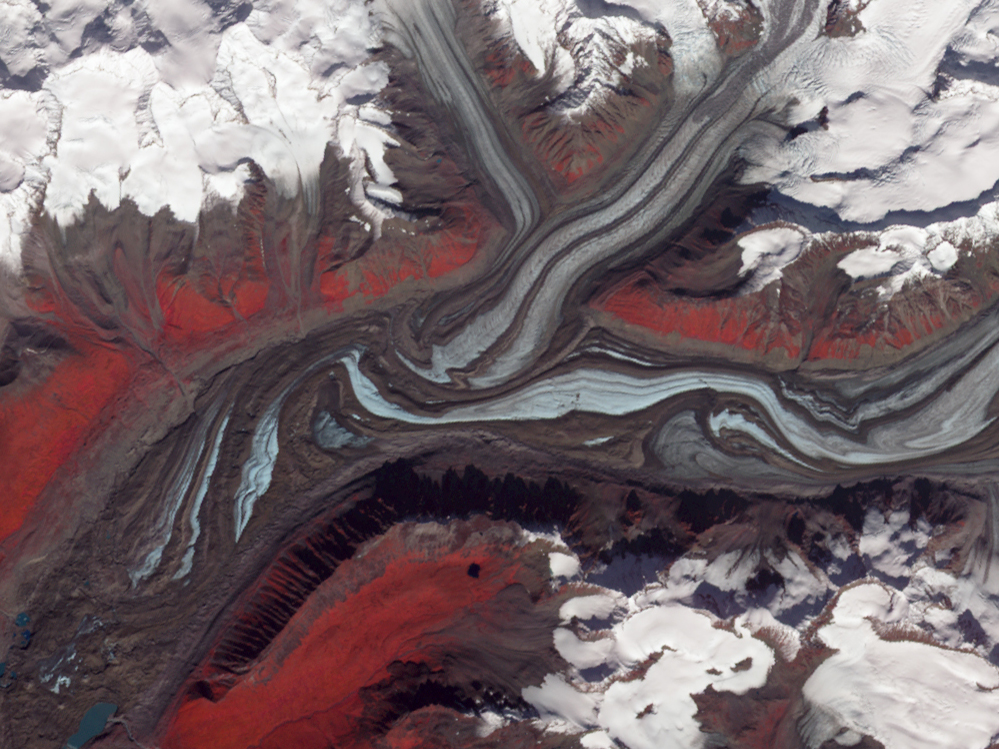
Ghiacciaio Susitna
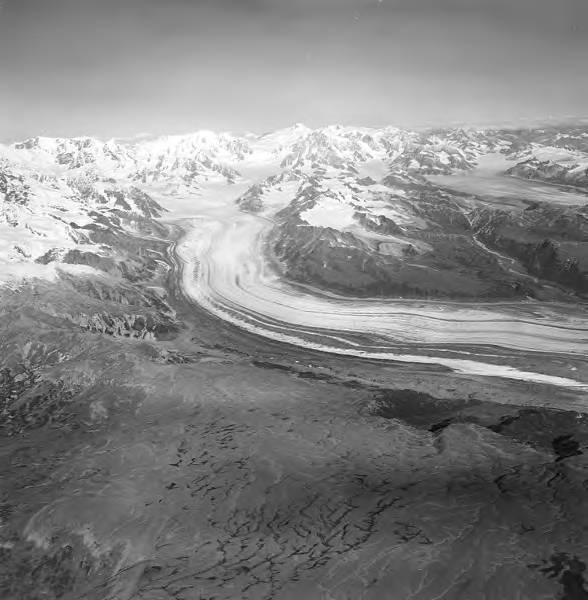
Ghiacciaio Capps

### Fiumi
Quattro fiumi attraversano la catena, tutti posizionati nella sezione orientale e tributari del fiume Tanana (Tanana River).:
- Delta: nasce nel gruppo Delta Mountains.
- Nenana: nasce nel gruppo Hayes Range.
- Nabesna: nasce dal ghiacciaio Nabesna (Nabesna Glacier), nel gruppo del monte Wrangell.
- Chisana: nasce nel gruppo del monte Wrangell.

Gli ultimi due fiumi (Nabesna e Chisana) contribuiscono alla sorgente del fiume Tanana che scorre a Nord dell'Alaska Range.

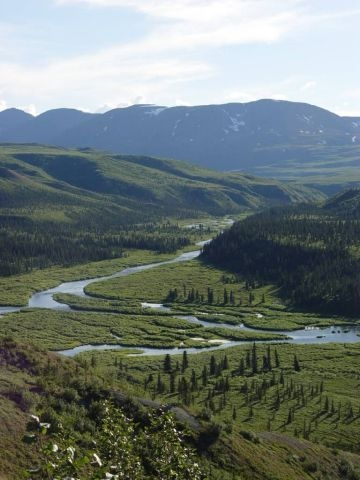
Fiume Delta
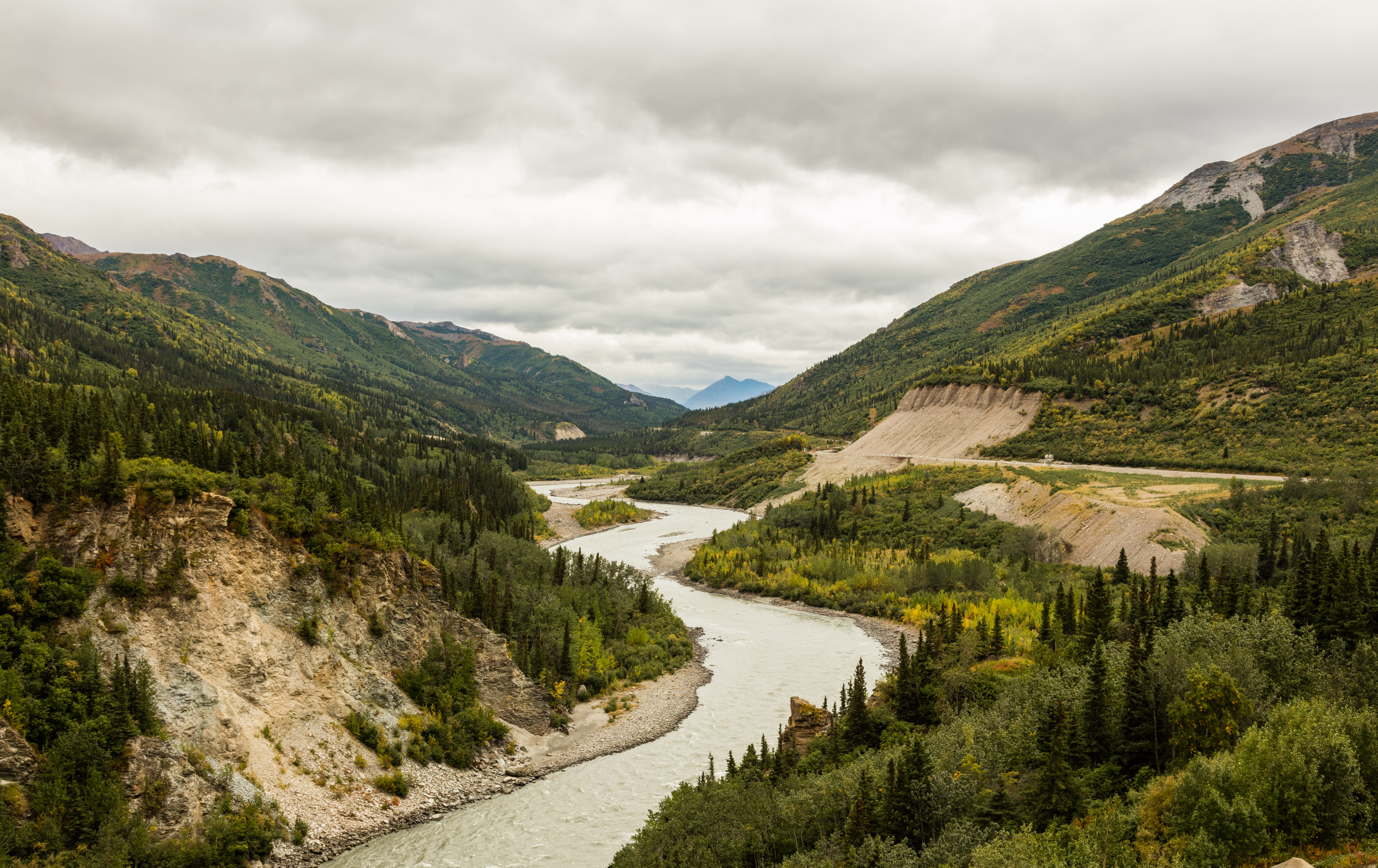
Fiume Nenana
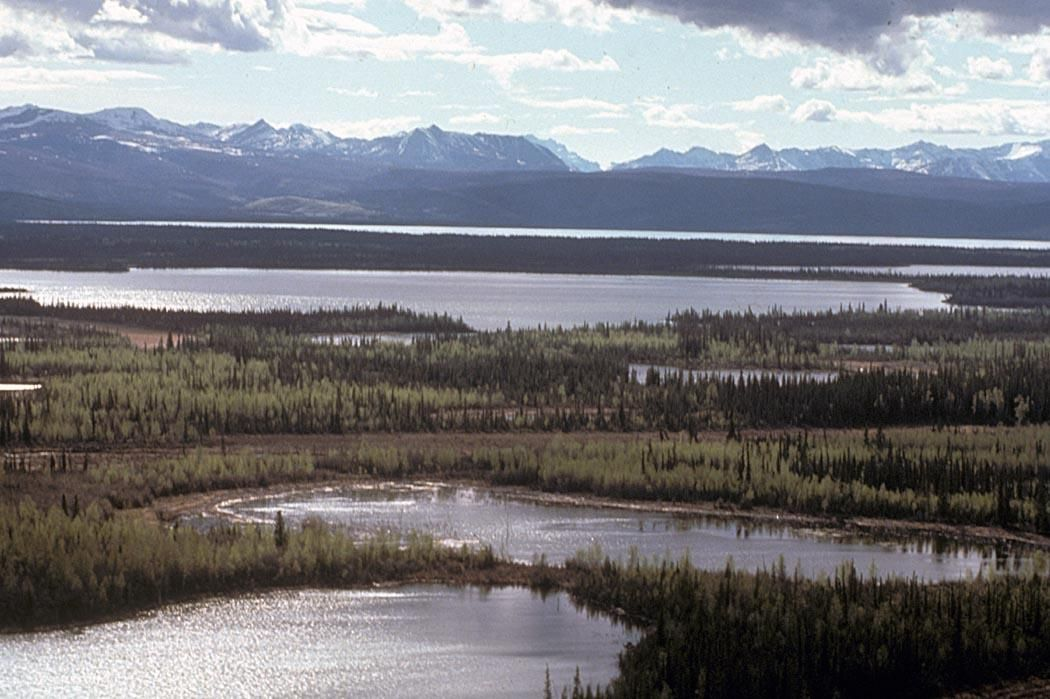
I fiumi Chisana e Nabesna

## Boroughs e Census dell'Alaska Range
I seguenti "boroughs" e "census area" sono compresi nella catena:
- Census Area di Southeast Fairbanks: comprende la parte più orientale della catena, ossia le Nutzotin Mountains e le Mentasta Mountains, comprende anche parte delle Delta Mountains e la Hayes Range.
- Census Area di Valdez-Cordova: comprende la parte meridionale delle Nutzotin Mountains e le Mentasta Mountains.
- Borough di Denali: comprende la parte occidentale del Hayes Range il Denali Massif.
- Borough di Matanuska-Susitna: comprende l'Amphitheater Clearwater, la parte meridionale del Denali Massif e le Tordrillo Mountains.
- Census Area di Bethel: comprende le Teocalli Mountains.
- Borough della Penisola di Kenai: comprende le Chigmit Mountains.
- Borough di Lake and Peninsula: comprende le Neacola Mountains.

## Strade e accessibilità
Le seguenti strade attraversano la catena montuosa.
- La George Parks Highway da Anchorage a Fairbanks; attraversa la catena montuosa tramite il passo Broad a 690 metri di quota. La strada divide la parte orientale da quella centrale.
- La Richardson Highway da Valdez a Fairbanks; attraversa la catena montuosa tramite il passo Isabel a 988 metri di quota. La strada divide le due catene montuose: Delta Mountains e Hayes Range.
- La Tok Cut-Off Highway da Gulkana Junction a Tok. La strada divide le due catene montuose: Mentasta Mountains e Delta Mountains.

Due strade percorrono l'interno del Range:
- La Denali Highway da Cantwell a Paxon. Scorre a sud della sezione orientale e divide le Hayes Range dalle Talkeetna Mountains.
- La strada di 89 miglia all'interno del Parco nazionale di Denali.

L'Alaska Range è inoltre attraversato dal gasdotto dell'Alaska che nella zona della catena è più o meno parallelo all'autostrada Richardson.

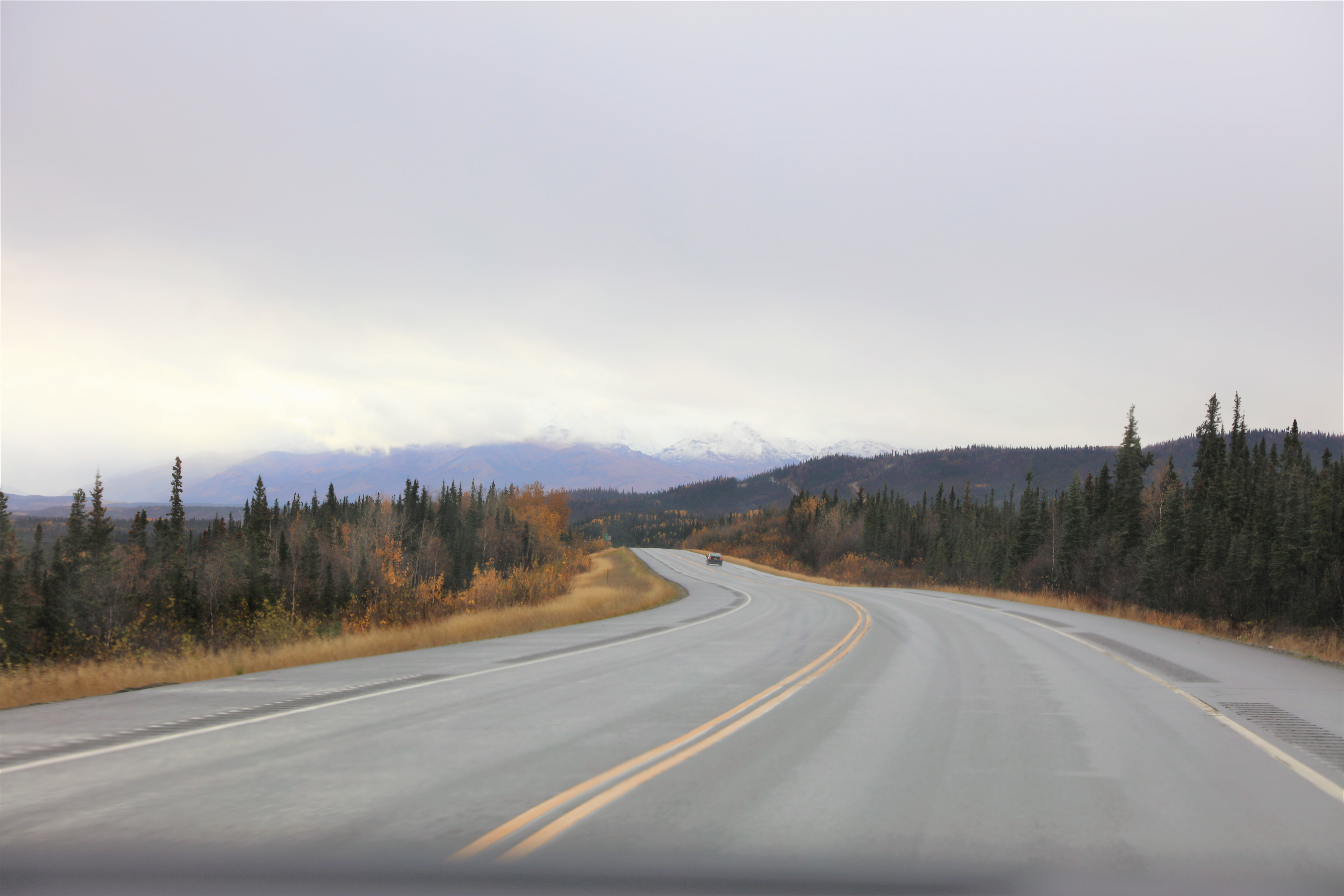
Autostrada George Parks: in lontananza l'Alaska Range Centrale
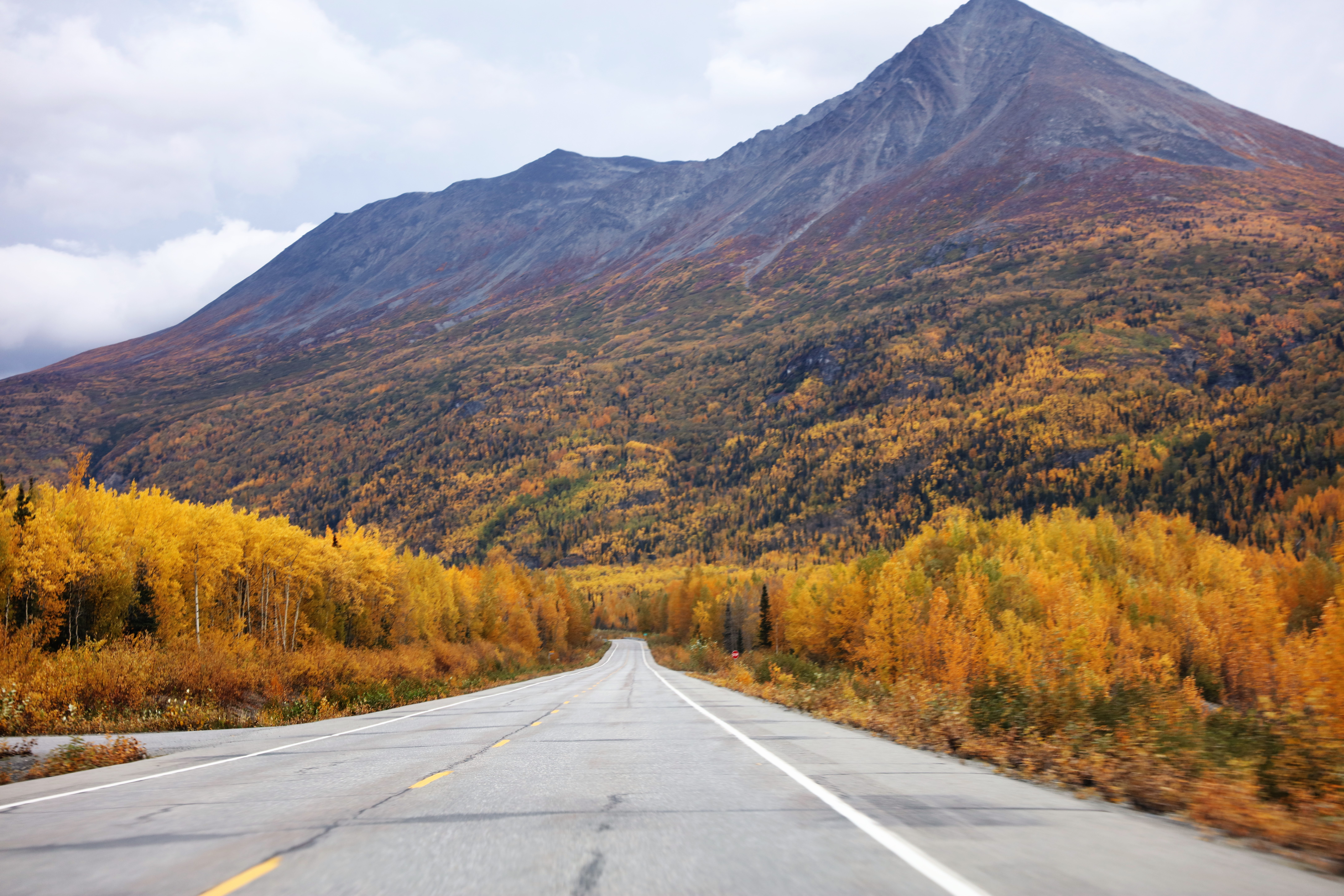
Autostrada Richardson: nei pressi del passo Isabel
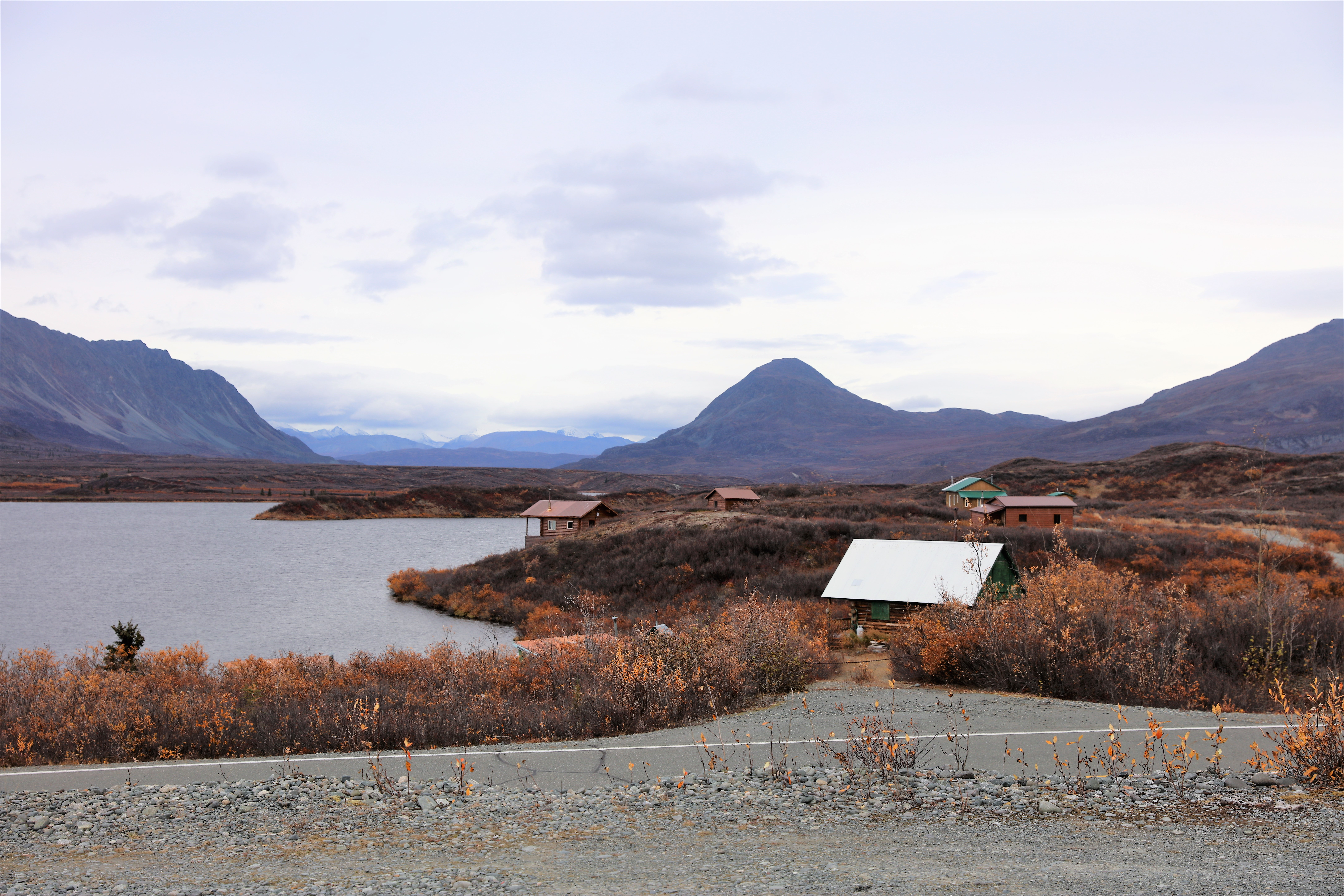
Autostrada Denali: i laghi Tangle
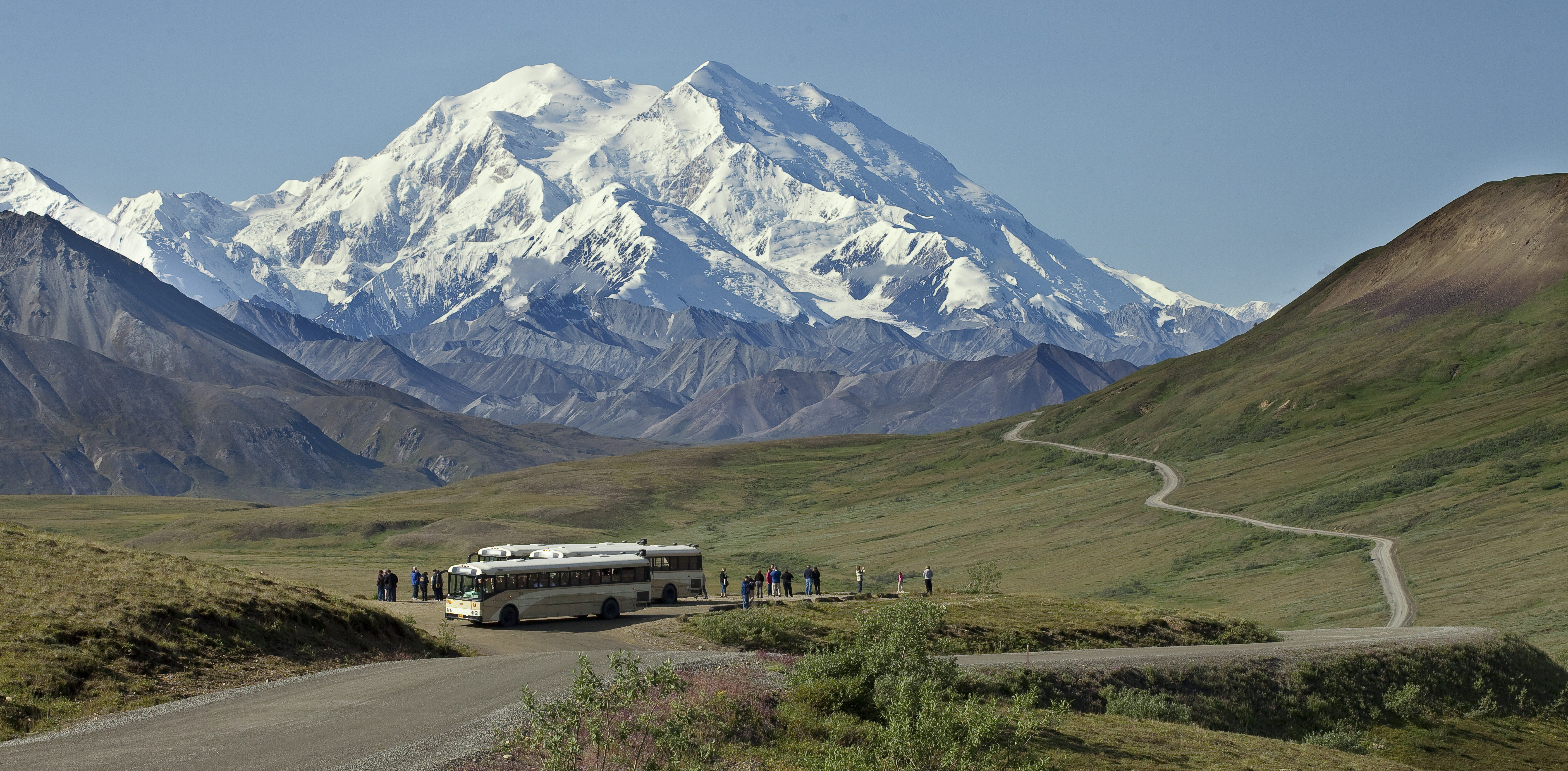
La strada interna al Parco Denali

## Parchi naturali
Alcune regioni comprese all'interno della catena sono protette da parchi e riserve.
- Parco nazionale e riserva di Wrangell-St. Elias: lambisce l'estremo orientale della catena montuosa
- Parco nazionale di Denali: comprende la parte centrale dell'Alaska Range.
- Denali State Park: si trova a sud-est del "Parco nazionale di Denali"
- Lake Clark National Park and Preserve: comprende la parte più meridionale della catena.